# Secrets and Lies
Secrets and Lies (englisch für „Geheimnisse und Lügen“) ist eine US-amerikanische Dramaserie, die auf der gleichnamigen australischen Miniserie von Stephen M. Irwin basiert. Im Mittelpunkt der Serie steht Familienvater Ben Crawford (gespielt von Ryan Phillippe), der eine Leiche entdeckt und kurz darauf als Hauptverdächtiger gejagt wird. Die Erstausstrahlung erfolgte am 1. März 2015 auf ABC.
Im Mai 2015 wurde die Produktion einer zweiten Staffel angekündigt. In dieser verkörpert Michael Ealy die Hauptrolle des Eric Warner.
Am 11. Mai 2017 gab ABC die Absetzung der Serie nach zwei Staffeln bekannt.

## Handlung

### Staffel 1
Ben Crawford ist ein selbstständiger Maler und Lackierer, der mit Christy verheiratet ist. Gemeinsam haben sie zwei Töchter, Natalie und Abby. Bens bester Freund Dave lebt im Gartenhaus der Familie. Eines Morgens findet Ben beim Joggen die Leiche des fünfjährigen Nachbarjungen Tom Murphy. Für Chefermittlerin Andrea Cornell wird Ben schnell zum Hauptverdächtigen, da er der einzige Zeuge ist und kein Alibi hat. Ben kann seine Unschuld nicht beweisen, da er mit Dave in einer Bar war, weil er einen Streit mit Christy hatte, und danach einen Black-out erlitt. Die Familie leidet unter dem landesweiten Medieninteresse da alle Ben für schuldig halten, auch seine Nachbarn. Außerdem kommt heraus, dass Tom mit einer Taschenlampe erschlagen wurde, die Ben einst zum Geburtstag geschenkt bekommen hatte.
Während der Ermittlungen kommt heraus, dass Tom Bens Sohn ist und dass er vor sechs Jahren einen One-Night-Stand mit Toms Mutter Jess hatte. Ben und Jess erfahren dies erst durch einen DNA-Test der Polizei. Am Abend der Tat erfuhr Christy von der Affäre und später auch von der Vaterschaft. Da Ben kein Vertrauen in die Polizei hat, führt er eigene Untersuchungen durch, die zu falschen Anschuldigungen gegen Scott, Jess’ Ex-Mann, und andere Nachbarn führen. Er kommt Jess wieder näher, bis er herausfindet, dass sie eine bipolare Störung und bereits ein Kind verloren hat. Er beschuldigt sie des Mordes an Tom, weswegen sie ausrastet und Ben wegen sexueller Belästigung anzeigt. Cornell redet auf sie ein und Jess zieht die Anzeige zurück.
Ben wird von dem Reporter Arthur Fenton manipuliert, der nur versucht, Cornells Ruf zu schädigen. Außerdem wird er von seinem Nachbarn Kevin, einem ehemaligen CIA-Operateur, entführt, der versucht Ben ein Geständnis durch Folter zu entlocken. Dies misslingt Kevin und er wird verhaftet. Zusammen mit Dave, der ihm gestanden hat, seinen Drink in der Bar manipuliert zu haben, rekonstruiert er die Tatnacht und kann sich Stück für Stück wieder an alles erinnern. Er kann Cornell von seiner Unschuld überzeugen, die jetzt auch weitere Verdächtige ins Visier nimmt. In der Zwischenzeit ist die Ehe von Ben und Christy aufgrund der vielen Lügen zerbrochen.
Unabhängig voneinander kommen Ben und Cornell dem wahren Täter auf die Spur. Wie die beiden erfahren, hat Abby Tom erschlagen. Abby hörte in der Tatnacht den Streit von Ben und Christy über die Affäre mit Jess. Abby wollte mit Tom verschwinden, da sie glaubte, so ihre Eltern und Toms Eltern wieder zusammenbringen zu können. Als Tom sich weigerte, erschlug Abby ihn. Sie gibt gegenüber ihrer Familie an, dass es ein Unfall gewesen sei und dass sie ihren Plan bereue. Ben beschließt den Mord an Tom auf sich zu nehmen, um Abby zu schützen. Cornell versucht Ben seinen Plan auszureden, denn anhand der Spuren am Tatort hat sich herausgestellt, dass Abby vorsätzlich gehandelt hat. Die Ermittlerin ist überzeugt davon, dass Abby wieder töten wird. Christy verlässt währenddessen mit Abby die Stadt und erfährt im Gespräch ebenfalls von dem Vorsatz. Sie ist schockiert, als sie den tatsächlichen Plan von Abby erfährt, Tom im Fluss zu ertränken, damit Jess wegzieht.
In der zweiten Staffel erfährt man, dass Ben im Gefängnis getötet wurde. Allerdings kam seine Unschuld ans Licht, weswegen Cornells Ruf als Detective beschmutzt wurde.

### Staffel 2
Eric Warner soll als ältester von drei Geschwistern die private Beteiligungsgesellschaft seines Vaters John übernehmen. Am Abend der Firmenübergabe stürzt Erics schwangere Ehefrau Kate von der Dachterrasse des Hauses und stirbt. Für die ermittelnde Detective Andrea Cornell ist Eric schnell der Hauptverdächtige, da er bereits in seiner Jugend wegen Totschlags im Gefängnis saß. Da Eric nicht für den Tod seiner Frau verurteilt werden will, macht er sich mit Hilfe des ehemaligen Cops Danny auf die Suche nach dem wahren Täter. Dabei muss Eric einige pikante Details über seine Familie, Freunde und Ehefrau erfahren:
- Seine Frau Kate brachte bereits ein Kind zur Welt, welches sie zur Adoption frei gab. Außerdem log sie ihren Ehemann wegen ihrer Eltern an, da diese gar nicht verstorben sind. Durch einen Besuch bei Kates Mutter erfährt Eric, dass Kate eine Affäre mit dem Freund ihrer Mutter hatte und von diesem schwanger wurde. Er macht sich auf die Suche nach dem Kind und findet ihn in Charlie Peterson. Dessen Adoptivmutter Belinda traf sich nur Stunden vor Kates Tod mit ihr, hat diese, wie Eric herausfindet, aber nicht getötet. Er findet ebenfalls heraus, dass Kate 100.000 US-Dollar vom gemeinsamen Konto abhob, um den Erpresser, der Eric erpresst, zu bezahlen. Dabei schob sie dem Erpresser einen Transponder zu, um so dessen Identität herauszufinden. Die dazugehörige Spionageapp installierte Kate auf einem neu eingerichteten iPad, dessen Zugangscode Eric nicht entschlüsseln kann. Mit Dannys Hilfe kann der Code geknackt werden. Eric erfährt so, dass sein Vater John der Erpresser zu sein scheint.

- Sein Bruder Patrick und dessen Ehefrau Melanie haben im Namen der Firma, ohne das Wissen von Eric und John, eine Immobilie für 12 Millionen US-Dollar gekauft. Kate fand dies heraus und stellte Patrick zur Rede. Sie versprach Patrick ihm zu helfen und nichts zu erzählen. Da Patrick das Haus nicht für viel Geld verkaufen konnte, schenkte er es seiner Frau. Melanie betrieb in dem Haus ein Bordell. Als der Skandal an die Öffentlichkeit dringen könnte, zeigt Eric seinen Bruder bei der Polizei an. Patrick und Melanie werden festgenommen. Dabei erfährt Patrick, dass seine Frau ihn jahrelang mit seinem Anwalt betrogen hat.

- Erics bester Freund Neil Oliver trifft sich mit Prostituierten und Callgirls, auch in der Mordnacht. Kate fand dies heraus, da er seine Sexabenteuer auf Firmenkosten abrechnete. Da Neil Eric nicht die Wahrheit sagt, zerbricht die Freundschaft der beiden. Jedoch beschließt Neil, Eric alles zu erzählen. Auch, dass er von Melanies Bordell wusste. Gemeinsam können sie Melanies Bordellbetrieb beenden. Außerdem gesteht Neil, dass er Erics Schwester Amanda, die sich gerade von ihrem Mann Dr. Greg Young getrennt hat, liebt und mit ihr einen One-Night-Stand hatte. Dies fand Kate ebenfalls heraus.

Zur selben Zeit ist Andrea Cornell nicht nur mit der Suche nach dem Täter beschäftigt, sondern muss auch private Probleme lösen. So kann sie nicht verarbeiten, dass sie Ben Crawford unschuldig hinter Gittern ließ und dass ihr Partner vor ihren Augen erschossen wurde und der Täter nach wie vor auf freiem Fuß ist. Außerdem ist ihre Teenagertochter Jennifer wieder in die Drogenabhängigkeit abgerutscht und kämpft mit einem erneuten Entzug. Auch Danny ist auf der Suche nach Wahrheiten, da seine Tochter Rachel verschwunden ist. Er findet heraus, dass diese als Callgirl in Melanies Bordell gearbeitet und eine Affäre mit Neil hatte. Außerdem hatte er Kontakt zu Kate, weswegen er Eric bei seinen Recherchen hilft.
Man erfährt außerdem, dass Eric in seiner Jugend seine tyrannische Mutter die Treppe hinuntergestoßen hat. Andrea Cornell nimmt deswegen Eric fest, nur um ihm auf dem Revier zu sagen, dass sie den wahren Täter identifiziert hat. Eric erfährt, dass seine Schwester Amanda Kate vom Dach gestoßen hat.

## Produktion
Im Oktober 2013 bestellte der Fernsehsender ABC die Fernsehserie nach der gleichnamigen australischen Serie. Geordert wurden zunächst zehn Episoden. Produziert wurde die Serie von Barbie Kligman in Zusammenarbeit mit den Originalproduzenten Tracey Robertson und Nathan Mayfield.
Die Hauptrolle des Familienvaters ging im Februar 2014 an Ryan Phillippe. Im selben Monat erhielten Natalie Martinez, Juliette Lewis und KaDee Strickland ihre Rollen. Im späteren Verlauf der Produktion wurde die Rolle des Dave Carlyle neu besetzt. Statt Clifton Collins war nun Dan Fogler in der Serie zu sehen.
Da sich die Serie pro Staffel mit einem anderen Fall beschäftigt, kehrte nur Juliette Lewis in ihrer Rolle in der zweiten Staffel zurück. Im Juni 2015 wurde Michael Ealy für eine der zentralen Hauptrollen in der zweiten Staffel verpflichtet.
Die wesentlichen Handlungsorte sind Charlotte und seine Vororte.

## Besetzung und Synchronisation

### Staffel 1
| Rollenname                            | Schauspieler/in       | Hauptrolle | Nebenrolle           | Synchronsprecher/in |
| ------------------------------------- | --------------------- | ---------- | -------------------- | ------------------- |
| Ben Crawford                          | Ryan Phillippe        | 1.01–1.10  |                      | Karlo Hackenberger  |
| Detective Andrea Cornell              | Juliette Lewis        | 1.01–1.10  |                      | Bettina Weiß        |
| Christy Crawford                      | KaDee Strickland      | 1.01–1.10  |                      | Gundi Eberhard      |
| Jess Murphy                           | Natalie Martinez      | 1.01–1.10  |                      | Maximiliane Häcke   |
| Dave Lindsey                          | Dan Fogler            | 1.01–1.10  |                      | Lutz Schnell        |
| Natalie Crawford                      | Indiana Evans         | 1.01–1.10  |                      | Jodie Blank         |
| Abby Crawford                         | Belle Shouse          | 1.01–1.10  |                      |                     |
| Tom Murphy                            | Aiden Malik           |            | 1.01–1.10            |                     |
| Elaine Williams                       | Denise Dowse          |            | 1.01–1.10            | Peggy Sander        |
| Kevin Haynes                          | Gregory Alan Williams |            | 1.01–1.06            | Bert Franzke        |
| Lisa Daly                             | Melissa Gilbert       |            | 1.01–1.03, 1.06–1.07 |                     |
| Dr. Joseph Richardson / Joseph Turner | Steven Brand          |            | 1.01–1.04            | Bernd Vollbrecht    |
| Vanessa Richardson / Vanessa Turner   | Kate Ashfield         |            | 1.01–1.04            |                     |
| Danny Pierce                          | Eric Lange            |            | 1.01–1.02            | Peter Flechtner     |
| Nicole                                | Meaghan Rath          |            | 1.02–1.09            |                     |
| Jim Fenton / Arthur Fenton            | Michael Beach         |            | 1.02–1.07            | Dennis Schmidt-Foß  |
| Scott Murphy                          | Benjamin Ciaramello   |            | 1.02–1.03, 1.06      |                     |

### Staffel 2
| Rollenname               | Schauspieler/in  | Hauptrolle | Nebenrolle | Synchronsprecher/in |
| ------------------------ | ---------------- | ---------- | ---------- | ------------------- |
| Eric Warner              | Michael Ealy     | 2.01–2.10  |            | Matti Klemm         |
| Detective Andrea Cornell | Juliette Lewis   | 2.01–2.10  |            | Bettina Weiß        |
| Kate Warner              | Jordana Brewster | 2.01–2.10  |            | Ranja Bonalana      |
| Amanda Warner            | Mekia Cox        | 2.01–2.10  |            | Anja Stadlober      |
| Patrick Warner           | Charlie Barnett  | 2.01–2.10  |            | Julius Jellinek     |
| Danny                    | Kenny Johnson    | 2.01–2.10  |            |                     |
| John Warner              | Terry O’Quinn    | 2.01–2.10  |            |                     |
| Melanie Warner           | AnnaLynne McCord |            | 2.01–2.09  | Giuliana Jakobeit   |
| Neil Oliver              | Eric Winter      |            | 2.01–      |                     |
| May Stone                | McNally Sagal    |            | 2.01–      |                     |
| Dr. Greg Young           | Edwin Hodge      |            | 2.01–2.06  |                     |
| Detective Ralston        | Brendan Hines    |            | 2.04–      |                     |
| Carly Sinclair           | Presilah Nunez   |            | 2.04–      |                     |

## Ausstrahlung
Vereinigte Staaten
In den Vereinigten Staaten startete die Ausstrahlung auf dem Sender ABC am 1. März 2015 mit einer Doppelfolge im Anschluss an Once Upon a Time – Es war einmal …. Der Sender zeigte die Serie fortan im wöchentlichen Rhythmus immer sonntags. Die Pilotfolge erreichte 6,06 Millionen Zuschauer und erreichte somit bessere Einschaltquoten als die Vorgängerserie Resurrection. Das erste Staffelfinale wurde am 3. Mai 2015 gezeigt.
Die Ausstrahlung der zweiten Staffel war ab dem 25. September 2016 geplant.
Deutschland
In Deutschland feierte die Fernsehserie ihre Premiere auf dem Pay-TV-Sender Universal Channel. Der Sender strahlte die erste Staffel vom 10. März bis zum 12. Mai 2015 aus. Die zweite Staffel wurde vom 20. Juni 2016 bis zum 22. August 2016 und damit vor der US-amerikanischen Erstausstrahlung gesendet.
Am 4. Mai 2016 feierte die Serie bei VOX mit einer Doppelfolge die Free-TV-Premiere.
Österreich
Der österreichische TV-Sender ORF eins strahlte die erste Staffel ab dem 28. Dezember 2015 innerhalb einer Woche aus.

## Episodenliste

### Staffel 1
| Nr. (ges.) | Nr. (St.) | Deutscher Titel | Originaltitel  | Erstausstrahlung USA | Deutschsprachige Erstausstrahlung (D) | Regie             | Drehbuch                         |
| ---------- | --------- | --------------- | -------------- | -------------------- | ------------------------------------- | ----------------- | -------------------------------- |
| 1          | 1         | Der Pfad        | The Trail      | 1. März 2015         | 10. März 2015                         | Charles McDougall | Barbie Kligman                   |
| 2          | 2         | Der Vater       | The Father     | 1. März 2015         | 17. März 2015                         | Timothy Busfield  | Barbie Kligman                   |
| 3          | 3         | Die Affäre      | The Affair     | 8. März 2015         | 24. März 2015                         | Paul McCrane      | Andrew Wilder                    |
| 4          | 4         | Die Schwester   | The Sister     | 15. März 2015        | 31. März 2015                         | Kate Dennis       | Alfonso H. Moreno                |
| 5          | 5         | Die Jacke       | The Jacket     | 22. März 2015        | 7. Apr. 2015                          | Adam Arkin        | Pamela Davis                     |
| 6          | 6         | Die Beichte     | The Confession | 29. März 2015        | 14. Apr. 2015                         | Kate Dennis       | Chitrah Elizabeth Samprath       |
| 7          | 7         | Der Polizist    | The Cop        | 12. Apr. 2015        | 21. Apr. 2015                         | Nick Copus        | Judith McCreary                  |
| 8          | 8         | Im Fadenkreuz   | The Son        | 19. Apr. 2015        | 28. Apr. 2015                         | Laura Innes       | Andrew Wilder                    |
| 9          | 9         | Die Mutter      | The Mother     | 26. Apr. 2015        | 5. Mai 2015                           | Matt Penn         | Pamela Davis & Judith McCreary   |
| 10         | 10        | Die Lüge        | The Lie        | 3. Mai 2015          | 12. Mai 2015                          | Timothy Busfield  | Barbie Kligman & Judith McCreary |

### Staffel 2
| Nr. (ges.) | Nr. (St.) | Deutscher Titel     | Originaltitel | Erstausstrahlung USA | Deutschsprachige Erstausstrahlung (D) | Regie              | Drehbuch                                         |
| ---------- | --------- | ------------------- | ------------- | -------------------- | ------------------------------------- | ------------------ | ------------------------------------------------ |
| 11         | 1         | Familienaffären     | The Fall      | 25. Sep. 2016        | 20. Juni 2016                         | Adam Arkin         | Barbie Kligman                                   |
| 12         | 2         | Kates Vergangenheit | The Husband   | 2. Okt. 2016         | 27. Juni 2016                         | Patrick Norris     | Joe Halpin & Judith McCreary                     |
| 13         | 3         | Der Lügner          | The Liar      | 16. Okt. 2016        | 4. Juli 2016                          | Constantine Makris | Pamela Davis & Noah Nelson                       |
| 14         | 4         | Liams Chance        | The Detective | 23. Okt. 2016        | 11. Juli 2016                         | Rob J. Greenlea    | Chitra Elizabeth Sampath & Andrew Wilder         |
| 15         | 5         | Die Vereinbarung    | The Daughter  | 30. Okt. 2016        | 18. Juli 2016                         | Michael Fields     | Joe Halpin & Barbie Kligman Handlung: Joe Halpin |
| 16         | 6         | Die Eltern          | The Parent    | 6. Nov. 2016         | 25. Juli 2016                         | Tommy Lohmann      | Judith McCreary                                  |
| 17         | 7         | Der Kredit          | The Statement | 13. Nov. 2016        | 1. Aug. 2016                          | J. Miller Tobin    | Pamela Davis                                     |
| 18         | 8         | Unter Brüdern       | The Racket    | 27. Nov. 2016        | 8. Aug. 2016                          | Nicole Rubio       | Noah Nelson & Chitra Elizabeth Sampath           |
| 19         | 9         | Der Bruder          | The Brother   | 4. Dez. 2016         | 15. Aug. 2016                         | Liz Friedlander    | Andrew Wilder                                    |
| 20         | 10        | Die Wahrheit        | The Truth     | 4. Dez. 2016         | 22. Aug. 2016                         | Adam Arkin         | Barbie Kligman & Judith McCreary                 |